# Gobisaurus domoculus
Gobisaurus domoculus es la única especie conocida del género extinto  Gobisaurus  (“lagarto del desierto de Gobi”) de dinosaurio tireóforo anquilosáurido, que vivió  a mediados del período Cretácico, hace aproximadamente 93 millones de años, en el Turoniense, en lo que es hoy Asia.

## Descripción
Gobisaurus es un anquilosauriano grande. En 2010, Gregory S. Paul estimó su longitud corporal en 6 metros, su peso en 3,5 toneladas.  Tenía un cráneo de 46 centímetros de la nuca al hocico y 45 centímetros de lado a lado.  Las órbitas eran el 20 por ciento de la longitud craneal y los orificios nasales externos de un 23 por ciento.

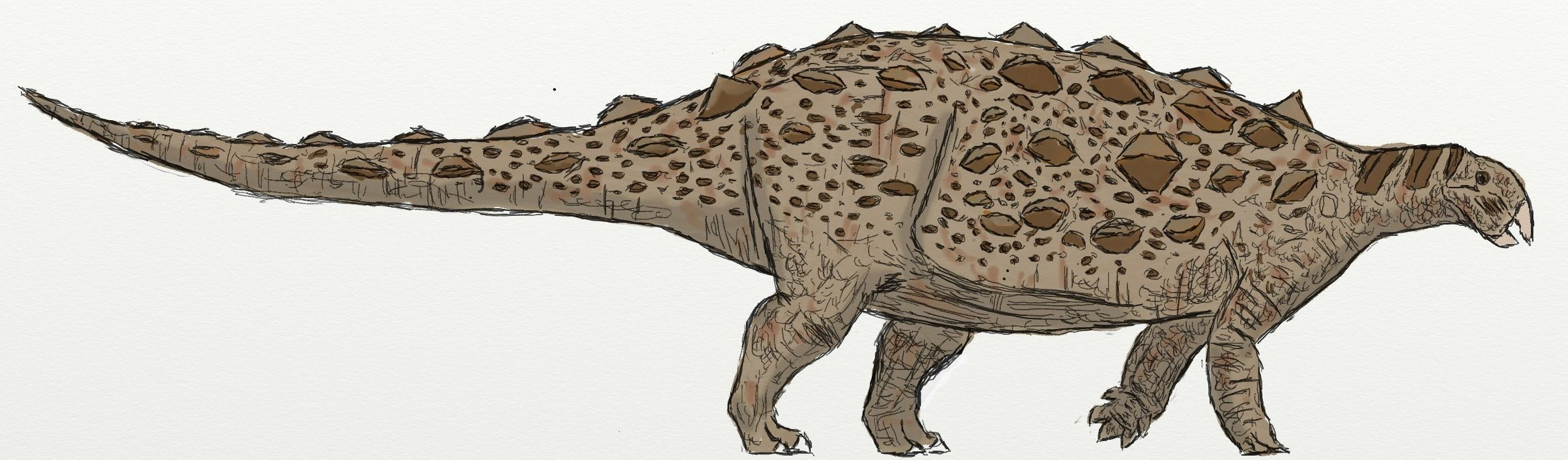
Recreación.

Junto con su taxón hermano Shamosaurus scutatus, Gobisaurus domoculus se diferencia profundamente dentro del linaje de los anquilosáuridos como el primer grupo fuera de la sucesivo la subfamilia Ankylosaurinae.  El G. domoculus comparte muchas semejanzas craneales con el S. scutatus, incluyendo ventanas orbitales elípticas rodeadas por el escamoso, grandes orificios nasales externos redondeados y un perfil dorsal trapezoidal con un rostro estrecho, protuberancias cuadratojugal, y procesos paroccipital caudolateralmente dirigidos. Pero los dos taxones se pueden distinguir por diferencias en la longitud de la fila de dientes maxilar' 26,6% en lugar del 40% de la longitud total del cráneo en Gobisaurus, un proceso sin fundir del basipterygoideo con el pterygoideo en Gobisaurus, la presencia en un proceso premaxilar del vomer alargado en Gobisaurus, y la presencia de escultura craneal en Shamosaurus, pero no en Gobisaurus. Ambos se los coloca en una subfamilia propia llamada Shamosaurinae. Esta última diferencia fue negada por Arbor, quien concluyó que el grado de escultura era aproximadamente el mismo.

## Descubrimiento e investigación
Los restos de Gobisaurus fueron encontrados por una expedición Sino-Soviética, al desierto de Gobi entre el 1959 y el 1960. Se conoce solo un esqueleto muy bien preservado. El hallazgo se realizó en la Formación Ulansuhai, Sohongru, Maortu, Mongolia Interior, China. El hallazgo se descuidó en gran medida hasta que se seleccionaron fósiles para una exposición itinerante que recorrió el mundo entre 1990 y 1997, en el contexto del Proyecto Dinosaurio Sino-Canadiense. El esqueleto postcraneal no se pudo ubicar, pero se mostró el cráneo, con la etiqueta informal "Gobisaurus", en ese momento un nomen nudum.
En 2001 , Matthew K. Vickaryous, Anthony P. Russell, Philip John Currie y Zhao Xijin nombraron y describieron la especie tipo Gobisaurus domoculus. El nombre genérico significa "lagarto del desierto de Gobi", refiriéndose a su procedencia. El nombre específico significa "oculto a la vista" en latín , en referencia a que se haya pasado por alto durante tres décadas.
El holotipo , IVPP V12563, se encontró en una capa de la Formación Ulansuhai . En 2001, se presumeio de la edad Aptiense  pero estudios posteriores indican que data del más joven Turoniense. Consiste en un cráneo y los restos poscraneales aún no descritos.
En 2014, Victoria Megan Arbor llegó a la conclusión de que Zhongyuansaurus , cuyo espécimen tipo, HGM 41HIII-0002, incluye extensos restos postcraneales, era un posible sinónimo de Gobisaurus.

## Clasificación
Gobisaurus se colocó en el Ankylosauridae en 2001. Vickaryous et al., 2004 encontraron que un clado formado por Shamosaurus y Gobisaurus está "anidado profundamente dentro del linaje anquilosáurido como el primer grupo secundario sucesivo de la subfamilia Ankylosaurinae".
Otros análisis encuentran una posición más basal como la especie hermana de Shamosaurus. Al concluir que Zhongyuansaurus era un probable sinónimo más moderno de Gobisaurus, Arbor consideró innecesario usar el término Shamosaurinae para el clado que incluye solo a Shamosaurus y Gobisaurus.